# Armando Sapori

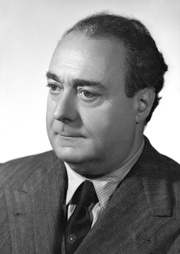
Fotografie Saporis als Senator aus dem Jahr 1948

Armando Sapori (* 1. Juli 1892 in Siena; † 6. März 1976 in Mailand) war ein italienischer Historiker mit dem Schwerpunkt Wirtschafts- und Sozialgeschichte des Mittelalters, und ein Politiker. Er war von 1948 bis 1953 Senator der Republik Italien und ab 1956 Mitglied der Accademia dei Lincei. Neben Raymond de Roover, Gino Luzzatto und Federigo Melis gilt er als derjenige, der die Vorstellung von der kommerziellen Revolution des Spätmittelalters am stärksten gefördert hat.
Sapori wurde 1919 an der Universität Siena in Rechtswissenschaften promoviert. 1921 wurde er Angestellter des Staatsarchivs Florenz, doch schlug er mit der Berufung an die Universität Ferrara, wo er Wirtschaftsgeschichte lehrte, eine akademische Laufbahn ein. Gleichzeitig nahm er seine Tätigkeit in Mailand an der Wirtschaftsuniversität Luigi Bocconi auf und lehrte von 1935 bis 1962 in Florenz. In Mailand war er von 1952 bis 1967 Rektor der Universität.
1946 bis 1951 wurde Sapori consigliere comunale in Florenz über die Liste der Unabhängigen der Kommunistischen Partei, 1948 bis 1953 saß er im Senat als Mitglied des Gruppo Democratico di Sinistra.
Zusammen mit den Werken von Raymond de Roover und Federigo Melis veränderten seine Arbeiten den Blick auf die spätmittelalterliche Geld-, Banken-, Kredit- und Handelswelt, und vor allem auf die weit reichenden Vorstellungen, auf denen diese als Kommerzielle Revolution des Mittelalters bezeichneten Vorgänge beruhten. Dazu trugen umfangreiche Arbeiten zu den Firmen der Frescobaldi, Peruzzi und Bardi, del Bene und Alberti bei.

## Veröffentlichungen (Auswahl)
- La crisi delle compagnie mercantili dei Bardi e dei Peruzzi, Florenz 1926.
- Una compagnia di Calimala a Firenze nel Trecento, Florenz 1932.
- I libri di commercio dei Peruzzi, Mailand 1934.
- Mercatores, Mailand 1941.
- I libri della ragione bancaria dei Gianfigliazzi, Mailand 1946.
- Studi di storia economica medievale, 3 Bde., Florenz 1940, 2. Aufl. 1946.
- La compagnia dei Frescobaldi in Inghilterra, Florenz 1946.
- Mondo finito, Florenz 1946 (Autobiographie).
- Les marchands italien au moyen-âge: conferences et bibliographie, Armand Colin, Paris 1952; ital.  Il mercante italiano nel Medioevo. Quattro conferenze tenute all’École pratique des hautes études, Milano 1983.
- Cambiamenti di mentalità del grande operatore economico tra la seconda metà del Trecento e i primi del Quattrocento. In: Studi di Storia economica (1967), S. 457–485.
- The Italian Merchant in the Middle Ages, 1970 und Studi di storia economica, Florenz 1955.